# General Francisco R. Murguía
General Francisco R. Murguía är en kommun i Mexiko.   Den ligger i delstaten Zacatecas, i den centrala delen av landet, 600 km nordväst om huvudstaden Mexico City.
Följande samhällen finns i General Francisco R. Murguía:
- Nieves
- Cieneguilla
- Independencia San Martín
- Las Norias
- La Estanzuela
- Apaseo
- Colonia Benito Juárez
- San Isidro
- Pacheco
- El Porvenir
- El Sauz
- El Carnerito
- Chupaderos
- Miguel Hidalgo